# قهرمانی وزنه‌برداری جهان ۱۹۰۶
قهرمانی وزنه‌برداری جهان ۱۹۰۶ نهمین دوره از رقابت‌های قهرمانی جهان می‌باشد که ۱۸ مارس ۱۹۰۶ در لیل، فرانسه برگزار گردید. در این دوره ۳۳ ورزشکار مرد از ۴ کشور رقابت کردند.

## خلاصه مدال‌ها
| رویداد          | طلا                        | نقره                   | برنز                     |
| پر وزن ۶۰ ک‌گ    | Daniel de Lapalud · سوئیس  | Joseph Staen · فرانسه  | Charles Cellier · فرانسه |
| سبک‌وزن ۷۰ ک‌گ    | Georges Lorthiois · فرانسه | Pierre Slosse · فرانسه | Arthur Fessler · سوئیس   |
| میان‌وزن ۸۰ ک‌گ   | Albert Deroubaix · فرانسه  | Louis Vasseur · فرانسه | Gustave Lacroix · فرانسه |
| سنگین‌وزن ۸۰+ ک‌گ | هاینریش اشنایدرایت · آلمان | Émile Besson · سوئیس   | Gustave Falleur · فرانسه |

## جدول مدال‌ها
| رتبه           | کشور           | طلا | نقره | برنز | مجموع |
| -------------- | -------------- | --- | ---- | ---- | ----- |
| ۱              | فرانسه         | ۲   | ۳    | ۳    | ۸     |
| ۲              | سوئیس          | ۱   | ۱    | ۱    | ۳     |
| ۳              | آلمان          | ۱   | ۰    | ۰    | ۱     |
| مجموع (۳ کشور) | مجموع (۳ کشور) | ۴   | ۴    | ۴    | ۱۲    |